# Medaliści igrzysk olimpijskich w zapasach w stylu wolnym
Lista medalistów letnich igrzysk olimpijskich w zapasach w stylu wolnym.

## Konkurencje obecnie rozgrywane

### Mężczyźni

#### Waga kogucia
Do 56,7 kg (1904), 54 kg (1908), 56 kg (1924–1936), 57 kg (1948–1996), 58 kg (2000), 55 kg (2004–2012), 57 kg (2016–)
| Rok i miejsce    | Złoto                | Srebro                   | Brąz                             |
| ---------------- | -------------------- | ------------------------ | -------------------------------- |
| Saint Louis 1904 | Isidor Niflot        | August Wester            | Louis Strebler                   |
| Londyn 1908      | George Mehnert       | William Press            | Aubert Côté                      |
| Paryż 1924       | Kustaa Pihlajamäki   | Kaarlo Mäkinen           | Bryan Hines                      |
| Amsterdam 1928   | Kaarlo Mäkinen       | Edmond Spapen            | Jim Trifunov                     |
| Los Angeles 1932 | Robert Pearce        | Ödön Zombori             | Aatos Jaskari                    |
| Berlin 1936      | Ödön Zombori         | Ross Flood               | Johannes Herbert                 |
| Londyn 1948      | Nasuh Akar           | Gerald Leeman            | Charles Kouyous                  |
| Helsinki 1952    | Shōhachi Ishii       | Raszid Mamiedbiekow      | Khashaba Dadasaheb Jadhav        |
| Melbourne 1956   | Mustafa Dağıstanlı   | Mohammad Mehdi Jaghubi   | Michaił Szachow                  |
| Rzym 1960        | Terrence McCann      | Neżdet Zalew             | Tadeusz Trojanowski              |
| Tokio 1964       | Yōjirō Uetake        | Hüseyin Akbaş            | Ajdin Ibragimow                  |
| Meksyk 1968      | Yōjirō Uetake        | Donald Behm              | Abutaleb Talebi                  |
| Monachium 1972   | Hideaki Yanagida     | Richard Sanders          | László Klinga                    |
| Montreal 1976    | Władimir Jumin       | Hans-Dieter Brüchert     | Masao Arai                       |
| Moskwa 1980      | Siergiej Biełogłazow | Li Ho-pyong              | Dugarsürengijn Ojuunbold         |
| Los Angeles 1984 | Hideaki Tomiyama     | Barry Davis              | Kim Ui-gon                       |
| Seul 1988        | Siergiej Biełogłazow | Askari Mohammadijan      | No Gyeong-seon                   |
| Barcelona 1992   | Alejandro Puerto     | Siarhiej Smal            | Kim Yong-sik                     |
| Atlanta 1996     | Kendall Cross        | Gia Sissaouri            | Ri Yong-sam                      |
| Sydney 2000      | Alireza Dabir        | Jewhen Busłowycz         | Terry Brands                     |
| Ateny 2004       | Mawlet Batirow       | Stephen Abas             | Chikara Tanabe                   |
| Pekin 2008       | Henry Cejudo         | Tomohiro Matsunaga       | Radosław Welikow Biesik Kuduchow |
| Londyn 2012      | Dżamał Otarsułtanow  | Wladimer Chinczegaszwili | Yang Kyong-il Shin’ichi Yumoto   |

#### Waga lekka
Do 65,77 kg (1904), 66,6 kg (1908), 67,5 kg (1920–1936), 67 kg (1948–1960), 70 kg (1964–1968), 68 kg (1972–1996), 69 kg (2000), 66 kg (2004–2012), 65 kg (2016–)
| Rok i miejsce    | Złoto               | Srebro             | Brąz                           |
| ---------------- | ------------------- | ------------------ | ------------------------------ |
| Saint Louis 1904 | Otto Roehm          | Rudolph Tesiny     | Albert Zirkel                  |
| Londyn 1908      | George de Relwyskow | William Wood       | Arthur Gingell                 |
| Antwerpia 1920   | Kalle Anttila       | Gottfrid Svensson  | Herbert Wright                 |
| Paryż 1924       | Russell Vis         | Volmar Wikström    | Arvo Haavisto                  |
| Amsterdam 1928   | Osvald Käpp         | Charles Pacôme     | Eino Aukusti Leino             |
| Los Angeles 1932 | Charles Pacôme      | Károly Kárpáti     | Gustaf Klarén                  |
| Berlin 1936      | Károly Kárpáti      | Wolfgang Ehrl      | Hermanni Pihlajamäki           |
| Londyn 1948      | Celal Atik          | Gösta Frändfors    | Hermann Baumann                |
| Helsinki 1952    | Olle Anderberg      | Jay Thomas Evans   | Dżahanbaht Tofigh              |
| Melbourne 1956   | Imam-Ali Habibi     | Shigeru Kasahara   | Alimbeg Biestajew              |
| Rzym 1960        | Shelby Wilson       | Władimir Siniawski | Enju Wyłczew                   |
| Tokio 1964       | Enju Wyłczew        | Klaus Rost         | Iwao Horiuchi                  |
| Meksyk 1968      | Abdollah Mowahed    | Enju Wyłczew       | Dandzandardżaagijn Sereeter    |
| Monachium 1972   | Dan Gable           | Kikuo Wada         | Rusłan Aszuralijew             |
| Montreal 1976    | Pawieł Pinigin      | Lloyd Keaser       | Yasaburō Sugawara              |
| Moskwa 1980      | Sajpułła Absaidow   | Iwan Jankow        | Šaban Sejdi                    |
| Los Angeles 1984 | Yu In-tak           | Andrew Rein        | Jukka Rauhala                  |
| Seul 1988        | Arsen Fadzajew      | Park Jang-sun      | Nate Carr                      |
| Barcelona 1992   | Arsen Fadzajew      | Walentin Gecow     | Kōsei Akaishi                  |
| Atlanta 1996     | Wadim Bogijew       | Townsend Saunders  | Zaza Zazirow                   |
| Sydney 2000      | Daniel Igali        | Arsen Gitinow      | Lincoln McIlravy               |
| Ateny 2004       | Elbrus Tedejew      | Jamill Kelly       | Machacz Murtazalijew           |
| Pekin 2008       | Ramazan Şahin       | Andrij Stadnik     | Otar Tusziszwili Sushil Kumar  |
| Londyn 2012      | Tatsuhiro Yonemitsu | Sushil Kumar       | Akżürek Tangatarow Liván López |

#### Waga półśrednia
Do 71,67 kg (1904), 72 kg (1924–1936), 73 kg (1948–1960), 78 kg (1964–1996), 76 kg (2000), 74 kg (2004–)
| Rok i miejsce    | Złoto             | Srebro             | Brąz                         |
| ---------------- | ----------------- | ------------------ | ---------------------------- |
| Saint Louis 1904 | Charles Ericksen  | William Beckman    | Jerry Winholtz               |
| Paryż 1924       | Hermann Gehri     | Eino Aukusti Leino | Otto Müller                  |
| Amsterdam 1928   | Arvo Haavisto     | Lloyd Appleton     | Maurice Letchford            |
| Los Angeles 1932 | Jack van Bebber   | Daniel MacDonald   | Eino Aukusti Leino           |
| Berlin 1936      | Frank Lewis       | Thure Andersson    | Joseph Schleimer             |
| Londyn 1948      | Yaşar Doğu        | Richard Garrard    | Leland Merrill               |
| Helsinki 1952    | William Smith     | Per Berlin         | Abdollah Mojtabawi           |
| Melbourne 1956   | Mitsuo Ikeda      | İbrahim Zengin     | Wachtang Balawadze           |
| Rzym 1960        | Douglas Blubaugh  | İsmail Ogan        | Muhammed Baszir              |
| Tokio 1964       | İsmail Ogan       | Guram Sagaradze    | Mohammad Ali Sanatkaran      |
| Meksyk 1968      | Mahmut Atalay     | Daniel Robin       | Tömörijn Artag               |
| Monachium 1972   | Wayne Wells       | Jan Karlsson       | Adolf Seger                  |
| Montreal 1976    | Jiichirō Date     | Mansur Barzegar    | Stanley Dziedzic             |
| Moskwa 1980      | Walentin Rajczew  | Dżamcyn Dawaadżaw  | Dan Karabín                  |
| Los Angeles 1984 | Dave Schultz      | Martin Knosp       | Šaban Sejdiu                 |
| Seul 1988        | Kenny Monday      | Adłan Warajew      | Rachmat Sofiadi              |
| Barcelona 1992   | Park Jang-sun     | Kenny Monday       | Amir Reza Chadem             |
| Atlanta 1996     | Buwajsar Sajtijew | Park Jang-sun      | Takuya Ōta                   |
| Sydney 2000      | Brandon Slay      | Mun Ui-je          | Adem Bereket                 |
| Ateny 2004       | Buwajsar Sajtijew | Giennadij Łalijew  | Iván Fundora                 |
| Pekin 2008       | Buwajsar Sajtijew | Sosłan Tigijew     | Murad Hajdarau Kirił Terziew |
| Londyn 2012      | Jordan Burroughs  | Sadegh Gudarzi     | Gábor Hatos Dienis Cargusz   |

#### Waga średnia
Do 73 kg (1908), 75 kg (1920), 79 kg (1924–1960), 87 kg (1964–1968), 82 kg (1972–1996), 85 kg (2000), 84 kg (2004–2012), 86 kg (2016–)
| Rok i miejsce    | Złoto                  | Srebro                | Brąz                               |
| ---------------- | ---------------------- | --------------------- | ---------------------------------- |
| Londyn 1908      | Stanley Bacon          | George de Relwyskow   | Fred Beck                          |
| Antwerpia 1920   | Eino Aukusti Leino     | Väinö Penttala        | Charles Johnson                    |
| Paryż 1924       | Fritz Hagmann          | Pierre Ollivier       | Vilho Pekkala                      |
| Amsterdam 1928   | Ernst Kyburz           | Donald Stockton       | Samuel Rabin                       |
| Los Angeles 1932 | Ivar Johansson         | Kyösti Luukko         | József Tunyogi                     |
| Berlin 1936      | Émile Poilvé           | Richard Voliva        | Ahmet Kireççi                      |
| Londyn 1948      | Glen Brand             | Adil Candemir         | Erik Lindén                        |
| Helsinki 1952    | Dawit Cimakuridze      | Gholam Reza Tachti    | György Gurics                      |
| Melbourne 1956   | Nikoła Stanczew        | Daniel Hodge          | Giorgi Schirtladze                 |
| Rzym 1960        | Hasan Güngör           | Giorgi Schirtladze    | Hans Antonsson                     |
| Tokio 1964       | Prodan Gardżew         | Hasan Güngör          | Daniel Brand                       |
| Meksyk 1968      | Boris Guriewicz        | Dżigdżidijn Mönchbat  | Prodan Gardżew                     |
| Monachium 1972   | Lewan Tediaszwili      | John Peterson         | Vasile Iorga                       |
| Montreal 1976    | John Peterson          | Wiktor Nowożiłow      | Adolf Seger                        |
| Moskwa 1980      | Ismaił Abiłow          | Magomiedchan Araciłow | István Kovács                      |
| Los Angeles 1984 | Mark Schultz           | Hideyuki Nagashima    | Christopher Rinke                  |
| Seul 1988        | Han Myeong-u           | Necmi Gençalp         | Jozef Lohyňa                       |
| Barcelona 1992   | Kevin Jackson          | Elmadi Żabraiłow      | Rasul Chadem                       |
| Atlanta 1996     | Chadżymurad Magomiedow | Yang Hyeong-mo        | Amir Reza Chadem                   |
| Sydney 2000      | Adam Sajtijew          | Yoel Romero           | Mogamed Ibragimow                  |
| Ateny 2004       | Cael Sanderson         | Mun Ui-je             | Sażid Sażidow                      |
| Pekin 2008       | Rewaz Mindoraszwili    | Jusuf Abdusalomow     | Taras Dańko Gieorgij Kietojew      |
| Londyn 2012      | Şərif Şərifov          | Jaime Espinal         | Dawit Marsagiszwili Ehsan Laszgari |

#### Waga ciężka
Ponad 71,67 kg (1904), 73 kg (1908), 82,5 (1920), 87 kg (1924–1960), 97 kg (1964–1968), do 100 kg (1972–1996), 97 kg (2000), 96 kg (2004–2012), 97 kg (2016–)
| Rok i miejsce    | Złoto               | Srebro                 | Brąz                                |
| ---------------- | ------------------- | ---------------------- | ----------------------------------- |
| Saint Louis 1904 | Bernhoff Hansen     | Frank Kugler           | Fred Warmbold                       |
| Londyn 1908      | Con O’Kelly Sr.     | Jacob Gundersen        | Edward Barrett                      |
| Antwerpia 1920   | Robert Roth         | Nat Pendleton          | Fred Meyer Ernst Nilsson            |
| Paryż 1924       | Harry Steel         | Henri Wernli           | Archie MacDonald                    |
| Amsterdam 1928   | Johan Richthoff     | Aukusti Sihvola        | Edmond Dame                         |
| Los Angeles 1932 | Johan Richthoff     | John Riley             | Nikolaus Hirschl                    |
| Berlin 1936      | Kristjan Palusalu   | Josef Klapuch          | Hjalmar Nyström                     |
| Londyn 1948      | Gyula Bóbis         | Bertil Antonsson       | Jim Armstrong                       |
| Helsinki 1952    | Arsen Mekokiszwili  | Bertil Antonsson       | Ken Richmond                        |
| Melbourne 1956   | Hamit Kaplan        | Jusein Mechmedow       | Taisto Kangasniemi                  |
| Rzym 1960        | Wilfried Dietrich   | Hamit Kaplan           | Sawkus Dzarasow                     |
| Tokio 1964       | Aleksandr Iwanicki  | Ljutwi Achmedow        | Hamit Kaplan                        |
| Meksyk 1968      | Aleksandr Miedwied´ | Osman Duralijew        | Wilfried Dietrich                   |
| Monachium 1972   | Iwan Jarygin        | Chorloogijn Bajanmönch | József Csatári                      |
| Montreal 1976    | Iwan Jarygin        | Russell Hellickson     | Dimo Kostow                         |
| Moskwa 1980      | Ilja Mate           | Sławczo Czerwenkow     | Július Strnisko                     |
| Los Angeles 1984 | Lou Banach          | Joseph Atiyeh          | Vasile Pușcașu                      |
| Seul 1988        | Vasile Pușcașu      | Leri Chabiełow         | William Scherr                      |
| Barcelona 1992   | Leri Chabiełow      | Heiko Balz             | Ali Kayalı                          |
| Atlanta 1996     | Kurt Angle          | Abbas Dżadidi          | Arawat Sabiejew                     |
| Sydney 2000      | Sagid Murtazalijew  | Isłam Bajramukow       | Eldar Kurtanidze                    |
| Ateny 2004       | Chadżymurat Gacałow | Magomied Ibragimow     | Ali Reza Hejdari                    |
| Pekin 2008       | Szyrwani Muradow    | Tajmuraz Tigijew       | Giorgi Gogszelidze Chietag Gaziumow |
| Londyn 2012      | Jake Varner         | Wałerij Andrijcew      | Giorgi Gogszelidze Chietag Gaziumow |

#### Waga superciężka
Ponad 100 kg (1972–1984), do 130 kg (1988–2000), 120 kg (2004–2012), 125 kg (2016–)
| Rok i miejsce    | Złoto               | Srebro               | Brąz                            |
| ---------------- | ------------------- | -------------------- | ------------------------------- |
| Monachium 1972   | Aleksandr Miedwied´ | Osman Duralijew      | Chris Taylor                    |
| Montreal 1976    | Sosłan Andijew      | József Balla         | Ladislau Șimon                  |
| Moskwa 1980      | Sosłan Andijew      | József Balla         | Adam Sandurski                  |
| Los Angeles 1984 | Bruce Baumgartner   | Robert Molle         | Ayhan Taşkın                    |
| Seul 1988        | Dawit Gobedżiszwili | Bruce Baumgartner    | Andreas Schröder                |
| Barcelona 1992   | Bruce Baumgartner   | Jeff Thue            | Dawit Gobedżiszwili             |
| Atlanta 1996     | Mahmut Demir        | Aleksiej Miedwiediew | Bruce Baumgartner               |
| Sydney 2000      | Dawid Musulbies     | Artur Tajmazow       | Alexis Rodríguez                |
| Ateny 2004       | Artur Tajmazow      | Ali Reza Rezaji      | Aydın Polatçı                   |
| Pekin 2008       | Artur Tajmazow      | Bachtijar Achmiedow  | Dawid Musulbies Marid Mutalimow |
| Londyn 2012      | Artur Tajmazow      | Dawit Modzmanaszwili | Komejl Ghasemi Bilał Machow     |

### Kobiety

#### Waga musza
Do 48 kg (2004–)
| Rok i miejsce       | Złoto         | Srebro         | Brąz                         |
| ------------------- | ------------- | -------------- | ---------------------------- |
| Ateny 2004          | Iryna Merłeni | Chiharu Ichō   | Patricia Miranda             |
| Pekin 2008          | Carol Huynh   | Chiharu Ichō   | Iryna Merłeni Marija Stadnik |
| Londyn 2012         | Hitomi Obara  | Marija Stadnik | Clarissa Chun Carol Huynh    |
| Rio de Janeiro 2016 |               |                |                              |

#### Waga kogucia
Do 53 kg (2016–)
| Rok i miejsce       | Złoto | Srebro | Brąz |
| ------------------- | ----- | ------ | ---- |
| Rio de Janeiro 2016 |       |        |      |

#### Waga półśrednia
Do 58 kg (2016–)
| Rok i miejsce       | Złoto | Srebro | Brąz |
| ------------------- | ----- | ------ | ---- |
| Rio de Janeiro 2016 |       |        |      |

#### Waga średnia
Do 63 kg (2016–)
| Rok i miejsce       | Złoto      | Srebro           | Brąz                                    |
| ------------------- | ---------- | ---------------- | --------------------------------------- |
| Ateny 2004          | Kaori Ichō | Sara McMann      | Lise Legrand                            |
| Pekin 2008          | Kaori Ichō | Alona Kartaszowa | Randi Miller Jelena Szałygina           |
| Londyn 2012         | Kaori Ichō | Jing Ruixue      | Sorondzonboldyn Batceceg Lubow Wołosowa |
| Rio de Janeiro 2016 |            |                  |                                         |

#### Waga lekkociężka
Do 69 kg (2016–)
| Rok i miejsce       | Złoto | Srebro | Brąz |
| ------------------- | ----- | ------ | ---- |
| Rio de Janeiro 2016 |       |        |      |

#### Waga ciężka
Do 72 kg (2004–2012), do 75 kg (2016–)
| Rok i miejsce       | Złoto             | Srebro           | Brąz                                |
| ------------------- | ----------------- | ---------------- | ----------------------------------- |
| Ateny 2004          | Wang Xu           | Giuzel Maniurowa | Kyōko Hamaguchi                     |
| Pekin 2008          | Wang Jiao         | Stanka Złatewa   | Kyōko Hamaguchi Agnieszka Wieszczek |
| Londyn 2012         | Natalja Worobjowa | Stanka Złatewa   | Maider Unda Giuzel Maniurowa        |
| Rio de Janeiro 2016 |                   |                  |                                     |

## Konkurencje nierozgrywane

### Mężczyźni

#### Waga papierowa
Do 47,6 kg (1904), do 48 kg (1972–1996)
| Rok i miejsce    | Złoto             | Srebro            | Brąz                 |
| ---------------- | ----------------- | ----------------- | -------------------- |
| Saint Louis 1904 | Robert Curry      | John Hein         | Gustav Thiefenthaler |
| Monachium 1972   | Roman Dmitrijew   | Ognjan Nikołow    | Ibrahim Dżawadi      |
| Montreal 1976    | Hasan Isajew      | Roman Dmitrijew   | Akira Kudo           |
| Moskwa 1980      | Claudio Pollio    | Jang Se-hong      | Siergiej Korniłajew  |
| Los Angeles 1984 | Bobby Weaver      | Takashi Irie      | Son Gap-do           |
| Seul 1988        | Takashi Kobayashi | Iwan Conow        | Siergiej Karamczakow |
| Barcelona 1992   | Kim Il-ong        | Kim Jong-sin      | Wugar Orudżow        |
| Atlanta 1996     | Kim Il-ong        | Armen Mykyrtczian | Alexis Vila          |

#### Waga musza
Do 52,16 kg (1904), do 52 kg (1948–1996), 54 kg (2000)
| Rok i miejsce    | Złoto                 | Srebro                   | Brąz                        |
| ---------------- | --------------------- | ------------------------ | --------------------------- |
| Saint Louis 1904 | George Mehnert        | Gustave Bauer            | William Nelson              |
| Londyn 1948      | Lenni Viitala         | Halit Balamir            | Thure Johansson             |
| Helsinki 1952    | Hasan Gemici          | Yūshū Kitano             | Mahmud Mollaghassemi        |
| Melbourne 1956   | Mirian Calkalamanidze | Mohammad Ali Khojastepur | Hüseyin Akbaş               |
| Rzym 1960        | Ahmet Bilek           | Masayuki Matsubara       | Mohammad Ebrahim Sejfpur    |
| Tokio 1964       | Yoshikatsu Yoshida    | Chang Chang-sun          | Ali Akbar Hejdari           |
| Meksyk 1968      | Shigeo Nakata         | Richard Sanders          | Czimedbadzaryn Damdinszaraw |
| Monachium 1972   | Kiyomi Katō           | Arsen Ałachwierdijew     | Kim Gwong-hyong             |
| Montreal 1976    | Yūji Takada           | Aleksandr Iwanow         | Jeon Hae-seop               |
| Moskwa 1980      | Anatolij Biełogłazow  | Władysław Stecyk         | Nermedin Selimow            |
| Los Angeles 1984 | Szaban Trstena        | Kim Jong-gyu             | Yūji Takada                 |
| Seul 1988        | Mitsuru Satō          | Szaban Trstena           | Władimir Toguzow            |
| Barcelona 1992   | Li Hak-son            | Zeke Jones               | Walentin Jordanow           |
| Atlanta 1996     | Walentin Jordanow     | Namiq Abdullayev         | Mäulen Mamyrow              |
| Sydney 2000      | Namiq Abdullayev      | Sammie Henson            | Amiran Karndanof            |

#### Waga piórkowa
Do 61,33 kg (1904), 60,30 kg (1908), 61 kg (1920–1936), 62 kg (1972–1996), 63 kg (1948–1968, 2000), 60 kg (2004–2012)
| Rok i miejsce    | Złoto                  | Srebro               | Brąz                            |
| ---------------- | ---------------------- | -------------------- | ------------------------------- |
| Saint Louis 1904 | Benjamin Bradshaw      | Theodore McLear      | Charles Clapper                 |
| Londyn 1908      | George Dole            | John Slim            | William McKie                   |
| Antwerpia 1920   | Charles Ackerly        | Samuel Gerson        | Philip Bernard                  |
| Paryż 1924       | Robin Reed             | Chester Newton       | Naitō Katsutoshi                |
| Amsterdam 1928   | Allie Morrison         | Kustaa Pihlajamäki   | Hans Minder                     |
| Los Angeles 1932 | Hermanni Pihlajamäki   | Edgar Nemir          | Einar Karlsson                  |
| Berlin 1936      | Kustaa Pihlajamäki     | Francis Millard      | Gösta Frändfors                 |
| Londyn 1948      | Gazanfer Bilge         | Ivar Sjölin          | Adolf Müller                    |
| Helsinki 1952    | Bayram Şit             | Naser Giwechczi      | Josiah Henson                   |
| Melbourne 1956   | Shōzō Sasahara         | Joseph Mewis         | Erkki Penttilä                  |
| Rzym 1960        | Mustafa Dağıstanlı     | Stanczo Kolew        | Władimir Rubaszwili             |
| Tokio 1964       | Osamu Watanabe         | Stanczo Kolew        | Nodar Chochaszwili              |
| Meksyk 1968      | Masaaki Kaneko         | Enju Todorow         | Szamseddin Sejed Abbasi         |
| Monachium 1972   | Zagaław Abdułbiekow    | Vehbi Akdağ          | Iwan Krastew                    |
| Montreal 1976    | Yang Jeong-mo          | Dzewegijn Ojdow      | Gene Davis                      |
| Moskwa 1980      | Magomiet-Gasan Abuszew | Micho Dukow          | Jeorjos Chacioanidis            |
| Los Angeles 1984 | Randy Lewis            | Kōsei Akaishi        | Lee Jeong-geun                  |
| Seul 1988        | John Smith             | Stepan Sarkisjan     | Simeon Szterew                  |
| Barcelona 1992   | John Smith             | Askari Mohammadijan  | Lázaro Reinoso                  |
| Atlanta 1996     | Tom Brands             | Jang Jae-seong       | Elbrus Tedejew                  |
| Sydney 2000      | Murad Umachanow        | Serafim Byrzakow     | Jang Jae-seong                  |
| Ateny 2004       | Yandro Quintana        | Masud Mostafa Dżokar | Kenji Inoue                     |
| Pekin 2008       | Mawlet Batirow         | Wasyl Fedoryszyn     | Morad Mohammadi Ken’ichi Yumoto |
| Londyn 2012      | Toğrul Əsgərov         | Biesik Kuduchow      | Yogeshwar Dutt Coleman Scott    |

#### Waga lekkociężka
Do 80 kg (1920), 87 kg (1924–1960), 97 kg (1964–1968), 90 kg (1972–1996)
| Rok i miejsce    | Złoto                | Srebro               | Brąz              |
| ---------------- | -------------------- | -------------------- | ----------------- |
| Antwerpia 1920   | Anders Larsson       | Charles Courant      | Walter Maurer     |
| Paryż 1924       | John Spellman        | Rudolf Svensson      | Charles Courant   |
| Amsterdam 1928   | Thure Sjöstedt       | Arnold Bögli         | Henri Lefèbre     |
| Los Angeles 1932 | Peter Mehringer      | Thure Sjöstedt       | Edward Scarf      |
| Berlin 1936      | Knut Fridell         | August Neo           | Erich Siebert     |
| Londyn 1948      | Henry Wittenberg     | Fritz Stöckli        | Bengt Fahlkvist   |
| Helsinki 1952    | Viking Palm          | Henry Wittenberg     | Adil Atan         |
| Melbourne 1956   | Gholam Reza Tachti   | Boris Kułajew        | Peter Blair       |
| Rzym 1960        | İsmet Atlı           | Gholam Reza Tachti   | Anatolij Ałbuł    |
| Tokio 1964       | Aleksandr Miedwied´  | Ahmet Ayık           | Said Mustafow     |
| Meksyk 1968      | Ahmet Ayık           | Szota Lomidze        | József Csatári    |
| Monachium 1972   | Ben Peterson         | Giennadij Strachow   | Károly Bajkó      |
| Montreal 1976    | Lewan Tediaszwili    | Ben Peterson         | Stelică Morcov    |
| Moskwa 1980      | Sanasar Oganisjan    | Uwe Neupert          | Aleksander Cichoń |
| Los Angeles 1984 | Ed Banach            | Akira Ōta            | Noel Loban        |
| Seul 1988        | Macharbiek Chadarcew | Akira Ōta            | Kim Tae-u         |
| Barcelona 1992   | Macharbiek Chadarcew | Kenan Şimşek         | Chris Campbell    |
| Atlanta 1996     | Rasul Chadem         | Macharbiek Chadarcew | Eldar Kurtanidze  |

### Kobiety

#### Waga lekka
Do 55 kg (2004–2012)
| Rok i miejsce | Złoto         | Srebro        | Brąz                                 |
| ------------- | ------------- | ------------- | ------------------------------------ |
| Ateny 2004    | Saori Yoshida | Tonya Verbeek | Anna Gomis                           |
| Pekin 2008    | Saori Yoshida | Xu Li         | Jackeline Rentería Tonya Verbeek     |
| Londyn 2012   | Saori Yoshida | Tonya Verbeek | Jackeline Rentería Julija Ratkiewicz |